# زمین‌لرزه سان‌خوان
زمین‌لرزه سان‌خوان ممکن است به یکی از موارد زیر اشاره داشته باشد:
- زمین‌لرزه ۱۹۴۴ سان‌خوان
- زمین‌لرزه ۱۹۵۲ سان‌خوان
- زمین‌لرزه ۱۹۷۷ سان‌خوان